# Projekt Nike
Projekt Nike var ett försvarsprojekt som drevs av Bell Labs på uppdrag av USA:s försvarsdepartement. Projektet ledde bland annat fram till världens första operativa luftvärnsrobot Nike-Ajax och den första kärnvapenbestyckade luftvärnsroboten Nike-Hercules. Utvecklingen av interkontinentala ballistiska robotar gjorde att behovet av luftvärnsrobotar för försvar av Nordamerikas luftrum minskade samt att SALT 1- och ABM-avtalen lade begränsningar på användandet av antiballistiska robotar. Projektet är uppkallat efter segerguden Nike i grekisk mytologi.

## Historia

### Den första luftvärnsroboten
Utvecklingen av raketvapen i Nazityskland under andra världskriget gjorde att USA:s försvarsdepartement i januari 1945 gav Bell Telephone Laboratories (BTL) i uppdrag att utreda om det var möjligt och praktiskt genomförbart att konstruera en ”grovkalibrig luftvärnsraket” som kunde skjuta ner snabba flygplan på hög höjd. Ett halvår senare presenterade BTL ett koncept som lades ut på kontrakt till Western Electric och Douglas Aircraft Company. Roboten som fick namnet Nike-Ajax togs i tjänst i januari 1953 och kom att placeras ut på nästan 200 batteriplatser över hela USA.

### Kärnvapen
Samtidigt som Nike-Ajax började levereras insåg man snart att den inte var kraftfull nog att kunna stoppa en armada en bombflygplan. Lösningen på det var att bygga en ny robot baserad på Nike-Ajax som kunde utrustas med en kärnladdning. Den nya roboten som fick namnet Nike-Hercules var betydligt kraftfullare; Den hade tre gånger så lång räckvidd och dubbelt så hög maxhöjd och kunde även slå ut ballistiska robotar i flykten.

### Antiballistiska robotar
Nike-Hercules förmåga att verka mot ballistiska robotar var begränsad till slutfasen av målets bana. Därför konstruerades en uppförstorad robot kapabel att anfalla mål utanför atmosfären. Den saknade Nike-Hercules stora fenor utan hade i stället ett tredje steg med manövermotorer för att kunna styra utanför atmosfären. Projektet lades ner 1963 på grund av skenande kostnader, men USA:s armé fortsatte att utveckla roboten under namnet Nike-X vilket så småningom ledde fram till roboten LIM-49 Spartan som var ryggraden i Safeguard programmet.

### Sondraketer
Redan 1954 konstruerade University of Michigan en tvåstegsraket av startmotorn från Nike-Ajax och den sedan tidigare använda sondraketen Deacon. Bara drygt 20 raketer av typen Nike-Deacon byggdes innan den ersattes av Nike-Cajun. Cajun var i princip identisk med Deacon med undantag av att den hade den effektivare motorn Thiokol TE-82. Nike-Cajun kunde lyfta en last på 4,5 kg till låg omloppsbana eller 45 kg i kastbana. I mitten av 1960-talet började Nike-Cajun bli omodern, men efter att USA och Sovjetunionen 1972 undertecknade SALT 1-avtalet som ålade USA att skrota Nike-Zeus fortsatte de skrotade robotarnas startmotorer att användas i Nike-Cajun fram till 1976.